# Fritz Fleischer (Leichtathlet)
Fritz Fleischer (* 2. März 1894 in Wien; † 27. Februar 1943 in Terezín) war ein österreichischer Sprinter.
Bei den Olympischen Spielen 1912 in Stockholm schied er über 100 m, 200 m und in der 4-mal-100-Meter-Staffel im Vorlauf aus.
Fünfmal wurde er Österreichischer Meister über 100 m (1911, 1913, 1914, 1919, 1920).

## Persönliche Bestleistungen
- 100 m: 10,8 s, 20. April 1913, Wien
- 200 m: 22,6 s, 28. September 1913, Wien